# Espace urbain d'Auch
Cet article court présente un sujet plus développé dans : Espace urbain.
L’espace urbain d'Auch était un espace urbain français centré sur la ville d'Auch, dans le département du Gers. C'était en 1999 le 63e des 96 espaces urbains français. Il comportait alors 39 communes.
L'INSEE a remplacé ce zonage en 2010 par l'aire urbaine d'Auch comprenant 47 communes puis en 2020 par l'aire d'attraction d'Auch comprenant 112 communes.